# Blava Campanera
Blava Campanera es un cultivar de higuera de tipo higo común Ficus carica, unífera de higos de epidermis con color de fondo verde claro con sobre color morado azulado. Se cultiva en la colección de higueras de Montserrat Pons i Boscana en Llucmajor, Islas Baleares.

## Sinonimia
- „sin sinónimos“.[3][5][6]

## Historia
Actualmente la cultiva en su colección de higueras baleares Montserrat Pons i Boscana, rescatada de un ejemplar o higuera madre localizado en "can Terriga" término de "sa Barrala" Campos, gracias al prospector Miquel Lladó" maestro en el arte de la poda.
La variedad 'Blava Campanera' fue descrita por Esterlich y citada en 1910, localizada en los higuerales de Campos.
La variedad 'Blava Campanera' es originaria de Campos, cultivada y conocida también en Porreras. En total se ha encontrado esta higuera en 3 lugares de Mallorca. El color azulado del higo es el que le otorga el nombre de Blava.

## Características
La higuera 'Blava Campanera' es una variedad unífera de tipo higo común. Árbol de desarrollo mediano, copa redondeada, y anchura notable con ramaje muy alargado y gran densidad de hojas. Sus hojas con 3 lóbulos tienden a ser mayoritarias, y de 1 lóbulo algunas. Sus hojas con dientes presentes y márgenes serrados. 'Blava Campanera' tienen poco desprendimiento de higos teniendo una producción media de higos. La yema apical es cónica de color amarillento.
Los higos 'Blava Campanera' son higos piriformes, que presentan unos frutos grandes de unos 37,130 gramos en promedio, de epidermis de grosor mediano y tacto bastante áspero, de color de fondo verde claro con sobre color morado azulado. Ostiolo de 3 a 5 mm con escamas pequeñas moradas. Pedúnculo de 5 a 10 mm cónico verde claro. Grietas longitudinales muy marcadas. Costillas marcadas. Con un ºBrix (grado de azúcar) de 27, sabor dulce, sabroso y muy jugoso, con firmeza media, con color de la pulpa rosado a rojizo. Con cavidad interna pequeña y una gran cantidad de aquenios medianos. Son de un inicio de maduración sobre el 18 de agosto al 30 de septiembre y de producción alta. Son bastante  resistentes a la lluvia y mediana a la apertura del ostiolo.
Se usa para higo fresco y seco en humanos así como en alimentación animal ganado bovino y porcino. Son sensibles al desprendimiento, fácil pelado. Medianamente resistentes al transporte.

## Cultivo
'Blava Campanera', es una variedad que se utiliza para consumo humano y animal tanto en fresco como seco. Se está tratando de recuperar de ejemplares cultivados en la colección de higueras baleares de Montserrat Pons i Boscana en Llucmajor.